# دوبژنگ ویلکی
دوبژنگ ویلکی (به لهستانی:  Dobrzeń Wielki) یک روستا در لهستان است که در گمینا دوبژنگ ویلکی واقع شده‌است. دوبژنگ ویلکی ۴٬۵۰۰ نفر جمعیت دارد.

## خواهرخوانده
شهرهای ویل، سنت گالن و هویشلهایم خواهرخوانده‌های دوبژنگ ویلکی هستند.